# اکارد مارتنس
اکارد مارتنس (انگلیسی: Eckhard Martens؛ زادهٔ ۱۲ ژوئن ۱۹۵۱) قایقران روئینگ اهل آلمان بود.
وی در مسابقات کشوری و بین‌المللی در مجموع برندهٔ ۱ مدال طلا، ۳ مدال نقره شده‌است.